# وولف هوبر
وولف هوبر (بالألمانية: Wolf Huber )‏ (و. 1485 – 1553 م) هو مهندس معماري، ورسام، ونقاش من ألمانيا، والنمسا، ولد في فيلدكيرخ، توفي في باساو، عن عمر يناهز 68 عاماً.

## روابط خارجية
- وولف هوبر على موقع الموسوعة البريطانية (الإنجليزية)